# Kultstatus
Der Kultstatus wird in der Umgangssprache (dem Englischen parallel gebildet) Kulturphänomenen anerkennend zugeschrieben, die eine gewisse Qualität in einem speziellen Anhängerkreis gewinnen konnten. Dabei kann es sich um Fernsehserien, Rockbands, Autoren, Solisten, Aufführungen, Markenartikel oder auch Zeiträume handeln. Üblich ist auch die verkürzte Bezeichnung der Phänomene oder Werke als Kult oder kultig. Der Begriff ist abgeleitet vom religionswissenschaftlichen Begriff Kult, der auch metaphorisch für säkulare Phänomene verwendet wird, um die ein Kult betrieben wird.

## Begriffsbildung
Das Wort wird in Komposita wie Kultfilm, Kultband, Kultautor oder Kultmarke verwendet und daneben im Slang auch eigenständig.
Kultstatus wird zumeist Gegenständen der Massenkultur zugeschrieben, die keinen Anspruch darauf erheben müssen, als herausragende kulturelle Leistungen geschätzt zu werden, die aber von Fangemeinden verehrt werden und an die die unterschiedlichsten Mythen geknüpft sind. Kultstatus können dementsprechend auch ganz abgelegene kulturelle Produktionen gewinnen. Unter Büchern, die bereits mit „Bestsellern“ und „Gegenwartsklassikern“ Kategorien haben, die mit dem Kultgegenstand konkurrieren, hat sich eine spezielle Produktion von Kultbüchern entwickelt, die zu einzelnen Jahrzehnten in Insiderkreisen hoch gehandelt werden und hier vor allem eine Ahnung tieferen Wissens vermitteln, an das gewöhnliche Leser, so die allgemeine Hoffnung wie die allgemeine Leseerfahrung, mit ihrer Lektüre kaum herankommen. Das Wort wird oft auch ironisch gebrochen verwendet: Was nicht offen als kulturtragend anerkannt ist, findet da eine viel heftigere, an einen Kult erinnernde Protektion der Fangemeinde, die sich ihren Geschmack an diesem Gegenstand nicht verbieten lässt. Das impliziert fast immer, dass die Fans sich beträchtlich aus Kreisen rekrutieren, die eigentlich die hohe Kultur konsumieren – hier sich jedoch zu einem schichtenübergreifenden Geschmack bekennen.
Sofern es bei diesem Kult um Waren und nicht um Personen oder Inhalte geht, kann er als eine stark ausgeprägte Form des (von marxistischen Kritikern so genannten) Warenfetischismus angesehen werden.

## Geschichte
Das Phänomen der Kultfilme, Kultbands und Kultserien kam im ausgehenden 20. Jahrhundert nach einer längeren Vorgeschichte auf, die sowohl in der Kulturkritik eine Linie hat, wie in der Massenkultur, wie auf Seiten der Publikumsgruppen, die Filme, Musik und Bücher konsumieren.

### Die 1970er Jahre
In den 1970ern veränderte sich das Rezensionswesen mit einer ersten Generation von Kritikern, die sich von der Protestkultur, der sie entstammten, nicht distanzierten. Ein neues Phänomen kam hinzu: Über die Massenmedien verbreiteten sich Serien und Filme, die eine weitgehend unkritische populäre Wertschätzung quer durch alle, im Moment noch vor allem junge Konsumentenschichten erfuhren: Star Trek – „Raumschiff Enterprise“ – wurde schichtenunspezifisch begeistert im Fernsehen verfolgt. Neu war Ende der 1970er das Bekenntnis der neuen Publikumsgruppen zu ihren eigenen Erfahrungsräumen im Populären und Trivialen. Was man hier genossen hatte, mochte trivial sein, es bot trotzdem weit mehr an Nachdenkstoff und Anreiz für – eine im Ernstfall spielerische, doch hochkomplexe – Beschäftigung und Identifikation als die hohe, anspruchsvolle Kultur.
Gegenstände aus der Massen-, Konsum- und Subkultur gewannen nun Kultstatus: Anhänger, die diese Produktion durchaus nicht als revolutionäre Kultur verteidigten, als eine Kultur, die ebenso anspruchsvoll sei wie die hohe. Das neue Phänomen war weit mehr von Nostalgie und einem privaten Bekenntnis zu Vorlieben und zur eigenen Vergangenheit geprägt. Es entwickelte dabei gleichwohl eine eigene Subversion als Angriff auf die kulturellen Differenzierungen und auf das Anspruchsdenken, mit dem hohe Kultur sich rechtfertigte. Man stellte die Grenzen zwischen Hoch- und Massenkultur in Frage, nicht dadurch, dass man die Hochkultur nach ihrem eigenen Reglement angriff und eine neue, erneut elitäre Kunstrichtung etablierte, sondern dadurch, dass man sich einfach nicht auf die hohe Kultur verpflichten ließ. Eine leichte Revolte bedeutete das immer noch, da das Bekenntnis zum Trivialen im selben Moment von oben nach unten soziale Trennlinien unterläuft, Material würdigt, das in allen Schichten Geschmack findet.
Eigene Rituale der Verehrung bildeten sich an den kultigen Kulturgütern aus: Die Rocky Horror Picture Show wurde und wird von Fangemeinden regelmäßig in speziellen Kinovorführungen besucht, bei denen eigene Zeremonien – wie das Streuen von Reis – zum Begleitprogramm des Kinopublikums gehören. „Trekkies“ – Star-Trek-Fans – besuchen „Conventions“ in ausgesuchter Kostümierung, Star-Wars-Fans haben ihre eigene Kultur der gemeinsamen Verehrung ihres Gegenstands. Die Tolkien-Gemeinde entwickelte sich zur größeren Lord-of-the-Rings-Fangemeinde mit den Kinofilmen und den Rollenspielen, die im Internet und in privaten Spielgemeinden Fantasy-Literatur zum neuen Erlebnis- und Kommunikationsraum machten.
Gemeinsam ist den kultigen Kulturgütern, dass sich um sie herum eigene Verehrungsformen bilden, die Begegnungen von Fangruppen aus unterschiedlichen Schichten erleichtern – man spricht eine gemeinsame Sprache, verhält sich für die Dauer der Begegnung in festgelegten Formen. Mit Erfolg ist das in der „Star-Trek“-Vermarktung durchgespielt worden. Zu ihr gehörte am Ende die Herausbildung der klingonischen Sprache: Die außerirdische Spezies, die anfangs als gefährliche Bedrohung eingeführt worden war, wurde in der Serie auf Drängen der Fangemeinde in den 1980ern ausgebaut und schließlich mit einer eigenen Sprache ausgestattet, die in Buchform publiziert von jedermann erlernt und gesprochen werden kann. Bei diesem Beispiel ist es eine besondere Facette, dass James Doohan, der Darsteller des Charakters Scotty, der selbst "Kult-Status" genoss, die ersten Beiträge zur klingonischen Sprache lieferte, bevor Marc Okrand die Sprache für den Film Star Trek III: Auf der Suche nach Mr. Spock weiter ausarbeitete.
Das Kultige wird in der Regel mit Humor und Ironie gepflegt, was die bestehende kulturelle Differenzierung stabilisiert: Man weiß, dass man hier verehrt, was nicht zur hohen Kultur gehört, und spielt diese Verehrung als eher irrationalen „Kult“ aus – das wahrt die Grenzen, aber auch die Tatsache, dass man sie mit einer subversiven eigenen Geschmacksentscheidung übertritt.

## Der Markt des Kultigen
Das Spektrum der Kult-Phänomene verbreiterte sich. Viele Kultfilme sprechen eine „Elite“ der Cineasten an. Kultbands können sich dadurch rechtfertigen, dass sie nur von einer kleinen und zähen Anhängerschaft im kulturellen Gedächtnis behalten werden. Kultstatus gewannen und gewinnen jedoch weit eher Massenprodukte, die sich in das Gedächtnis als zeittypisch einprägten, Identität stifteten. Kult wurden drittens bestimmte Bereiche des Billigen unter einer Anhängerschaft, die mit ihrer Wertschätzung des Trivialen die Subversion deutlicher gestaltet. Im Kino wurden B-Movies Kult, Low-Budget-Filme (mit niedrigen Kosten produzierte Filme), deren Plots unfreiwillig ans Groteske grenzen, Splatter-Movies, in denen die Zerstückelung menschlicher Körper zur kultisch betriebenen Obsession wird. Nur mit einem neuen subversiven Humor kann man die skurrile Ware ernsthaft schätzen – respektive mit einem gediegenen Interesse an allem, was diese Filme unfreiwillig – weil kaum doch noch von ihren Machern reflektiert – über die Zeit und die Kultur, aus der sie kommen, ihre Ängste und unterdrückten Sehnsüchte und ihre nie geäußerte Kritik verraten. „Trash“ gewann Kultstatus – Material, das man von der Warte der hohen Kultur als „Abfall“ bezeichnen könnte. Die Simpsons wurden in satirischer Aufnahme der Trash-Mode zur Kult-TV-Comicserie; mit ihren Helden aus der zur beliebigen Geschmacklosigkeit neigenden Familie der unteren US-amerikanischen Mittelklasse, übertroffen noch von der im Design selbst „trashigeren“ Comicserie Beavis and Butt-Head.

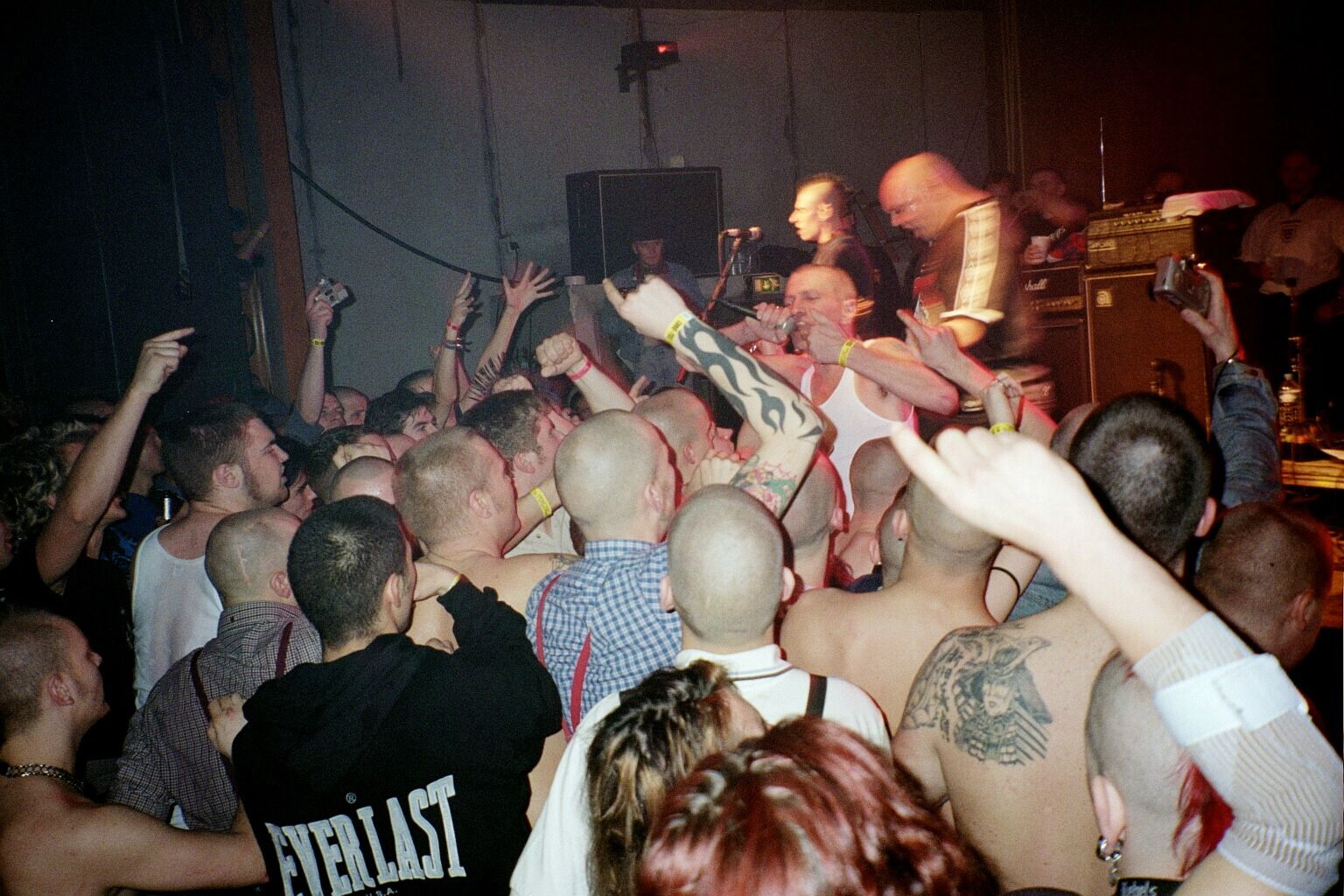
Skinheads auf einem Konzert

Paradox entwickelte sich der Umgang mit dem Spektrum Kultur/Kult in der rechten Szene. Die Ideologie des Dritten Reichs zeigte sich in ihrer Haltung zur Kultur uneingestanden kleinbürgerlich: Man reklamierte die Kulturleistungen der „weißen Rasse“ für sich und verachtete im selben Moment die Aufgeschlossenheit der Intellektuellen für die Moderne als Verrat an den großen Kulturleistungen. Die Antwort war hier eine Rückbesinnung auf eine romantisch verklärte Volkskultur. Das Bäuerliche zog jedoch nur bedingt in die Massenware kultureller Produktion ein. Kitsch, so die intellektuelle Einstufung, legitimierte sich in Heimatromanen, Durchhaltefilmen, vormodernen Bildern für die Wohnzimmer – eine Ware, die in den 1950er Jahren die weitere Kommerzialisierung erfuhr und am Ende nicht mehr taugte, eine rechtsextreme Gegenkultur zu signalisieren. Die rechte Szene der 1980er und 1990er Jahre löste sich hier von der kleinbürgerlichen Konsumkultur wie von der Hochkultur, die der Nationalsozialismus der 1930er Jahre noch zu verteidigen vorgab. Kultig wurde hier die Identifikation mit der Außenseiterposition der angeblich unterprivilegierten weißen Rasse in Moden, die sich gerade in Absage an die Hochkultur entwickelt hatten. Punk, Heavy Metal, Skin schufen hier Designs, die sich zu rechtsextrem besetzten Varianten ausbauen ließen, zu eigenen Moden des Kultigen. „White trash“ wurde im angelsächsischen Kulturraum ein zu aktivierender Grenzbereich der neuen Moden, Annäherungen an ausgegrenzte unterprivilegierte Schichten der „weißen Rasse“, denen es in einem anderen Staat mutmaßlich besser ginge: ein Spiel mit kulturellem Material, über das sich eine von der Kultur angeblich ausgeschlossene Gruppe jetzt mit Selbstbewusstsein positioniert.
Eine eigene Vermarktung richtete sich auf das neue Kulturphänomen ein. Es musste möglich sein, den Weg des Massenprodukts zum Kultgegenstand wie zum Trash abzukürzen. Sehr früh – etwa in den 1980er Jahren – notierte die Textilindustrie hier Optionen, die Lebensdauer ihrer Produkte zu verkürzen und deren Nachfragezyklen zu erhöhen: Wenn Jeans als Kultkleidungsstücke bis zum Zerfall getragen wurden, lag es nahe, den Zerfall vorzufabrizieren und dem Kunden auf diese Weise die Zeit zu ersparen, in der sein Kleidungsstück noch nicht den Beigeruch des geliebten kultigen Gegenstands hatte. In den Extrembereichen der rechten Szene wurden Marken zu Kult erhoben, die sodann (wiederholt auch gegen die Interessen der produzierenden Firmen) als Erkennungssignale taugten, beispielsweise Lonsdale-Kleidungsartikel, da sie im Logo die Buchstabenfolge NSDA für NSDAP sichtbar positionierten, oder bestimmte Biersorten.
In der Film- und Musikbranche kam ein eigenes, tieferes Interesse an den Gegenständen auf, die Kultcharakter gewonnen hatten. Eigene Qualitäten zeichneten sie aus – sie waren nicht glatt, boten heimlichen Identifikationsraum, tangierten Diskurse des Trivialen, erlaubten Interpretationen mit ganz eigenen inneren Widersprüchen, die sie mitten in der Gegenwartskultur aufwarfen. Science Fiction erwies sich als für den Kultstatus prädestiniertes Genre. Der Zuschauer kommt aus der Zukunft. Die Vergangenheit, der er mit dem kultigen SF-Film begegnet, ist dabei zum Teil seine eigene: Er selbst hielt diese Zukunft für möglich. Was in diesen Filmen atemberaubend modern wirkte, wirkt aus dem zeitlichen Abstand heraus jetzt komisch bis in die technische Realisation hinein, während sich andererseits die Zeit gar nicht so dramatisch entwickelte wie vorhergesagt. Die eigene jetzige Position gegenüber den ehemaligen Träumen von der Zukunft gewinnt in dieser Begegnung mit dem Vergangenen am Ende Stabilität und Souveränität. Gewaltdarstellungen haben Kultpotential, nicht zuletzt, da sie schwerer als andere Themen zu rechtfertigen sind und hier die Rechtfertigung eines distanzierten Blicks gewinnen. Eine eigene Sprache und Thematik des Kultigen wurde geschaffen mit dem besonderen Potential, Moden und Design zu vermarkten. Die Sonnenbrillen in Matrix (einem Film von 1999) gehören zum kultigen Inventar des gestylten Kultfilms. Kultfilme der letzten Jahre wiesen insbesondere quasireligiöse Ebenen auf, die es Fankreisen erlaubten, die eigene Verehrung des Kultprodukts gleich an den angebotenen Kult anzuschließen – im Film war der Kult zweckmäßig als in alle weltanschaulichen Richtungen anschlussfähiger Insiderkult ausgestaltet, was es ermöglichte, das Spiel der frühen Kultfilme und Kultbands, die nur wenige Anhänger fanden, in der Simulation fortzuführen, man bleibe auch hier der Masse letztlich fern.
Eine zweite Ebene direkter Produktion von Kultprodukten eröffnete sich im Spiel mit dem Trivialen. Pulp Fiction fällt in diesen Bereich, wie auch die Verfilmungen der Kultcomics der 1950er Jahre, die eher die Zweitvermarktungen des Kultigen bewerkstelligen.
Eine dritte Ebene eröffnet sich im Umgang mit der Vergangenheit der mittlerweile etablierten Kultgüter. Rückblicke in die 1970er Jahre oder die DDR partizipierten an der Kultmode. Fußball wurde in den letzten dreißig Jahren Kult – das Fernsehen machte das einfach, da es Berührungen zwischen Fangruppen erst einmal nicht erforderte. Die Wiederentdeckung des „Wunders von Bern“ im Kino fällt in die Produktion, die Profit aus der in den neuen Kultgegenstand fließenden Investition schlägt.
Von den Vermarktungstendenzen blieb die Trash-Kultur nicht ausgeschlossen. Markant dürfte hier die mittlere Werbekampagne der Zigarettenmarke West sein, in der es gezielt zu Begegnungen zwischen Repräsentanten aus arrivierten, jedoch unauffälligen Kundengruppen mit Protagonisten offensichtlich niedrigeren sozialen Status kam, die sich indes alle Freiheit des eigenen Geschmacks an Idolen und Moden nahmen. Die Zigarette, die sich brückenschlagend anbieten ließ, verband Gruppen, die ansonsten gerade indirekt miteinander verbunden bleiben: Das Kultige, kulturell Suspekte lockt, es gefällt heimlich, aber nie würde sich, wer arriviert ist, so auch nur kleiden, geschweige denn so sein wollen, wie hier die Charakterdarsteller auf den Plakaten es anboten. Man kann mutmaßen, dass das Zielpublikum der Kampagne selbst weder der privilegierten Schicht entstammt noch den dargestellten Mut zur eigenen Kultigkeit besitzt, am Aufstieg, den die westliche Konsumkultur mit ihren poppigen Produkten bis in die Oberschicht hinein nahm, jedoch gerne Anteil hätte. Die Werbekampagne von 2005 modifizierte das Spiel mit Protagonisten, die sich mit geliebten Gegenständen der Vergangenheit zu ihren eigenen Werten bekennen – mit einer ironischen Brechung: Es sind Mittzwanziger, die hier die späten 1960er und frühen 1970er Jahre als ihre Vergangenheit verteidigen und dabei die Zigarette des Jahres 2005 rauchen.
Das Phänomen des Kultigen ist heute mit einer eigenen Merkmalssprache ausgestattet. Produkte, die auf dem Markt mit einer Überalterung ihres Kundenstamms kämpften, versuchten, sich in den letzten Jahren durch Orientierungen an der Kult-Kultur zu verjüngen. Die Jägermeister-Werbekampagne fiel hier mit ihrer Umstrukturierung des Marketing auf. Zum einen wurde der Konsum des Artikels neu gestaltet: Aus dem Magenbitter, der älteren Kunden den Konsum einer kleinen Menge Alkohols „aus Verdauungsgründen“ gestatten sollte, wurde ein Partygetränk, zu genießen mit Eis und in verschiedenen Drink-Mixturen. Das eingeführte Markendesign blieb samt seinem wichtigsten Emblem, dem Hirschenkopf als Jagdtrophäe, erhalten. Die Vermarktung des Kultobjekts brachte jedoch nun Selbstironie ins Spiel: Die neue Werbung ließ genau das Lachen zu, das die alte im schlimmsten Fall unfreiwillig auf sich zog. Ging die Rechnung auf, so entdeckten Kunden, die das Produkt für hoffnungslos überholt hielten, es als rettenswert antiquiertes. Gezielten Kampagnen wie dieser steht eine inflationäre Vermarktung von Dingen gegenüber, die als „Kult-Single“ oder „der neue Knabber-Kult“ angepriesen werden. Ein eigenes Design kam am Ende der Postmoderne auf: das der Retro-Welle, wie es sich im Auto-, Radio- und Fahrradbau äußerte. In Deutschland kam mit der Ostalgie eine eigene selbstironische Aufwertung der untergegangenen DDR-Kultur mit ihren Konsumgütern hinzu. Das Phänomen des Kultigen und Trashigen ist heute mit seinen originären subversiven Ausprägungen wie mit den Tendenzen von Anbieterseiten, die Marktmechanismen anzustoßen und zu nutzen, inhomogen und im Definitionsprozess offen. Was für den einen Kult oder Trash ist, Zeichen seines ungewöhnlichen Geschmacks, Beleg einer eigenen kulturellen Prägung, kann für den Anderen Zeichen einer unreflektierten modischen Hörigkeit sein, gerade das Gegenteil des eigenen Geschmacks. Das Phänomen erlaubt seine ganz eigene kulturelle Ausdifferenzierung und Auseinandersetzung.